# Heteropoda bifurcula
Heteropoda bifurcula är en spindelart som beskrevs av Wang, Chen och Zhu 2002. Heteropoda bifurcula ingår i släktet Heteropoda och familjen jättekrabbspindlar. Inga underarter finns listade i Catalogue of Life.